# Nataša Gollová
Nataša Gollová, de nombre real Nataša Hodáčová y conocida también por el seudónimo Ada Goll (27 de febrero de 1912, Brno - 29 de octubre de 1988, Praga) fue una actriz cinematográfica checoslovaca. Participó en 55 filmes y series televisivas entre 1930 y 1984. Era nieta de Jaroslav Goll y fue enterrada en la tumba de la familia Hodáč en el cementerio de Vyšehrad de Praga.